# Al-Dibdiba

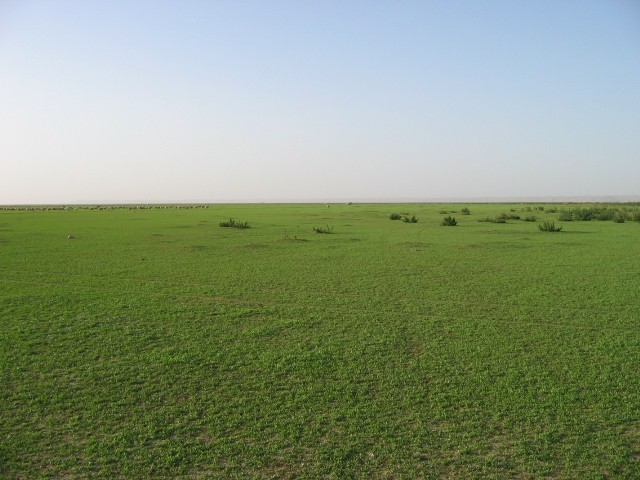
imatge de Hafar al-Batin, després de les pluges de primavera.

L'altiplà d'Al-Dibdiba (àrab: هضبة الدبدبة, haḍbat ad-Dibdiba) és una altiplà pedregós del nord-est de l'Aràbia Saudita. A la part oriental limita amb la depressió d'al-Shakk, que formava el límit occidental de l'antiga zona neutra entre Aràbia Saudita i Kuwait, avui repartida entre ambdós països; a la part occidental limita amb el uadi al-Batin; al sud amb la serralada d'al-Waria; cap al nord s'estén fins a uns 20 km a l'interior de Kuwait. La seva superfície és de 30.000 km². L'aigua es recull de la pluja i s'emmagatzema.
Hi viuen els Mutayr, però a l'hivern hi van a pasturar altres tribus. El seu nom, dibdiba (plural dabàdid), els beduïns el donen de vegades a qualsevol plana uniforme. Deriva de dàbdaba que descriu el soroll que fan els esclops sobre un terreny dur.